# Мала Кодінка
Мала Ко́дінка (рос. Малая Кодинка) — присілок у складі Каменськ-Уральского міського округу Свердловської області.
Населення — 19 осіб (2010, 18 у 2002).
Національний склад станом на 2002 рік: росіяни — 89 %.